# Mona McSharry
Mona Lucille McSharry (Grange, 21 de agosto de 2000) es una deportista irlandesa que compite en natación, especialista en el estilo braza.
Participó en dos Juegos Olímpicos de Verano, obteniendo una medalla de bronce en París 2024, en la prueba de 100 m braza, y el octavo lugar en Tokio 2020, en la misma prueba.
Ganó una medalla de bronce en el Campeonato Mundial de Natación en Piscina Corta de 2021 y una medalla de bronce en el Campeonato Europeo de Natación en Piscina Corta de 2019.
Fue la abanderada de Irlanda en la ceremonia de clausura de los Juegos Olímpicos de París 2024 junto con el remero Fintan McCarthy.
Estudió Kinesiología en la Universidad de Tennessee.
En 2019 participó con su familia en el concurso de televisión de RTÉ Ireland's Fittest Family, en el que resultaron ganadores.

## Palmarés internacional
| Juegos Olímpicos                    | Juegos Olímpicos      | Juegos Olímpicos  | Juegos Olímpicos |
| Año                                 | Lugar                 | Medalla           | Prueba           |
| ----------------------------------- | --------------------- | ----------------- | ---------------- |
| 2024                                | París (Francia)       | Medalla de bronce | 100 m braza      |
| Campeonato Mundial en Piscina Corta |                       |                   |                  |
| Año                                 | Lugar                 | Medalla           | Prueba           |
| 2021                                | Abu Dabi (EAU)        | Medalla de bronce | 100 m braza      |
| Campeonato Europeo en Piscina Corta |                       |                   |                  |
| Año                                 | Lugar                 | Medalla           | Prueba           |
| 2019                                | Glasgow (Reino Unido) | Medalla de bronce | 50 m braza       |